# Steffi Volke

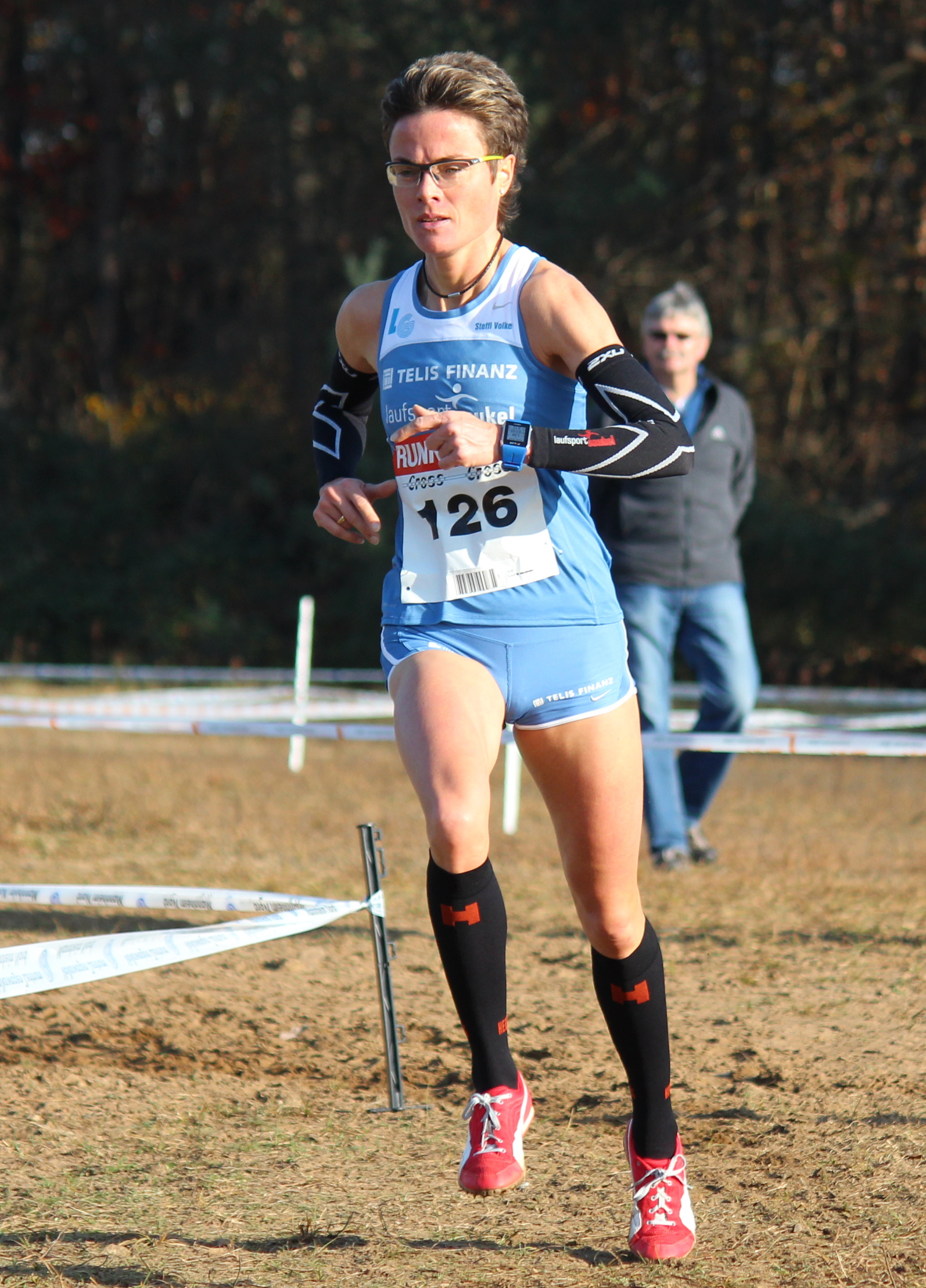
Steffi Volke

Steffi Volke (* 1. Juli 1976 in Schongau) ist eine ehemalige deutsche Marathonläuferin.

## Karriere
2008 siegte sie beim Halbmarathonbewerb des Darmstadt-Marathons und schloss sich daraufhin der LG Regensburg an. Beim Silvesterlauf München wurde sie Vierte. 2009 wurde sie bei den Deutschen Halbmarathon-Meisterschaften Neunte und gewann mit der Mannschaft der LG Regensburg Gold. Bei ihrer Premiere über die 42,195-km-Distanz wurde sie als Gesamtelfte beim Gutenberg-Marathon Neunte der Deutschen Marathonmeisterschaften, und beim Silvesterlauf München wurde sie Zweite.
Im Jahr darauf kam sie bei den Deutschen Halbmarathon-Meisterschaften auf den 13. Platz und verteidigte mit der LG Regensburg den Mannschaftstitel. Beim Gutenberg-Marathon wurde sie Gesamtsiebte und Dritte in der Wertung der Deutschen Marathon-Meisterschaften, bei den Deutschen Meisterschaften im 10-km-Straßenlauf Siebte. 2011 wurde sie als Gesamtelfte des Hamburg-Marathons Deutsche Marathonmeisterin. 2014 wurde sie bei den in den Halbmarathonbewerb des Freiburg-Marathons integrierten Deutschen Halbmarathon-Meisterschaften Sechste. Mit einem Sieg beim München-Marathon errang sie abermals den Titel der Deutschen Meisterin. Mit neuer persönlicher Bestzeit errang sie beim Frankfurt-Marathon 2015 den 22. Platz der Gesamtwertung und gleichzeitig den dritten Platz der Deutschen Marathon-Meisterschaften.
Im Herbst 2016 beendete sie ihre sportliche Karriere.
Steffi Volke ist nach einem Studium an der Technischen Universität München diplomierte Sportwissenschaftlerin und seit Januar 2008 selbstständige Personal Trainerin. Seit Dezember 2011 arbeitet sie als Sporttherapeutin in der BG Unfallklinik Murnau a. Staffelsee.

## Persönliche Bestzeiten
- 3000 m: 9:38,64 min, 26. April 2014, Regensburg
- 5000 m: 16:45,61 min, 24. Juli 2013, Ulm
- 10.000 m: 34:20,17 min, 3. Mai 2014, Aichach
- 10-km-Straßenlauf: 34:46 min, 2. Februar 2014, Bad Füssing
- Halbmarathon: 1:16:05 h, 6. April 2014, Freiburg
- Marathon: 2:41:47 h, 25. Oktober 2015, Frankfurt